# Jana Beckmann
Jana Beckmann (* 2. Mai 1983 in Magdeburg) ist eine ehemalige deutsche Sportschützin im Wurfscheibenschießen der Disziplin Trap.

## Leben
Zum Schießen kam sie 1997 im Alter von 14 Jahren auf einem Schönebecker Schießplatz. 1998 nahm sie erstmals an einem Wettbewerb teil. Vier Jahre später startete sie für die deutsche Junioren-Nationalmannschaft. Bei der Junioren-EM im italienischen Lonato, wo sie den fünften Platz erreichte.
Sie studierte betriebliche Berufsbildung und Management an der Otto-von-Guericke-Universität Magdeburg. In Breslau (2010) und auf der Sommer-Universiade 2011 in Shenzhen wurde sie im Trap-Einzel Studenten-Weltmeisterin.
Beckmann startete seit 2005 mehrfach bei Weltmeisterschaften und erreichte Plätze unter den besten Zehn mit der Trap-Mannschaft. Nachdem sie 2007 in Nikosia die Bronzemedaille erreicht hatte, wurde sie 2014 in Granada gemeinsam mit Katrin Quooß und Christiane Göhring Weltmeisterin. Im Einzelwettbewerb wurde sie im gleichen Jahr Vierte.
Erfolge erreichte Beckmann auch bei Europameisterschaften seit 2006. Nach einem dritten Platz mit der Trap-Mannschaft 2009 in Osijek, wurde sie 2010 gemeinsam mit Sonja Scheibl und Susanne Kiermayer Europameisterin. Im Einzelwettbewerb erreichte sie zugleich Bronze. 
Sie startete im Trap bei den ersten Europaspielen 2015 in Baku. Ihr sportliches Ziel erreichte sie mit der Teilnahme bei den Olympischen Spielen 2016 in Rio de Janeiro. Dort erreichte sie in der Qualifikation den 19. Platz.
Beckmann startete zeitweise für den SV Hubertus Schönebeck, seit 2008 für die Privilegierte Schützengilde Nienburg (SGi Nienburg). Zumeist wurde sie von Axel Krämer trainiert.

## Auszeichnungen
2010 durfte sich Beckmann in Anerkennung ihres sportlichen Erfolgs bei der Studenten-Weltmeisterschaft in das Goldene Buch der Stadt Magdeburg eintragen. Ein weiterer Eintrag erfolgte 2016 in Ehrung ihrer Olympiateilnahme.